# الواد الحي (الواد الحي)
الواد الحي هو دُوَّار يقع بجماعة كفايت، إقليم جرادة، جهة الشرق في المملكة المغربية. ينتمي الدوّار لمشيخة الواد الحي التي تضم دوار واحد. يقدر عدد سكانه بـ 857 نسمة حسب الإحصاء الرسمي للسكان والسكنى لسنة 2004.

## روابط خارجية
- البوابة الوطنية للجماعات الترابية
- المندوبية السامية للتخطيط